# マルコフ数
マルコフ数（マルコフすう）は、マルコフのディオファントス方程式と呼ばれる以下の式
{\displaystyle x^{2}+y^{2}+z^{2}=3xyz}
の解の一部を与える正整数x, y, zである。マルコフ数は、ロシアの数学者アンドレイ・マルコフの名にちなんでいる。
最初のいくつかのマルコフ数を列挙する。
1, 2, 5, 13, 29, 34, 89, 169, 194, 233, 433, 610, 985, 1325, ...(オンライン整数列大辞典の数列 A002559)
これらは、解の組（マルコフの3つ組）としては以下のようなものである。
(1, 1, 1), (1, 1, 2), (1, 2, 5), (1, 5, 13), (2, 5, 29), (1, 13, 34), (1, 34, 89), (2, 29, 169), (5, 13, 194), (1, 89, 233), (5, 29, 433), (1, 233, 610), ...

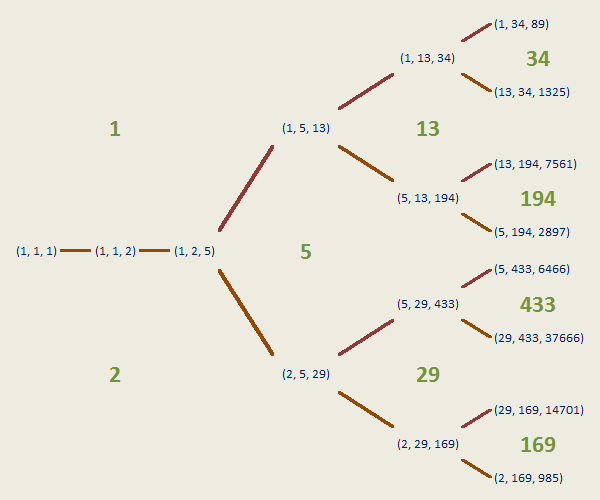
二分木上に配置されたマルコフ数

マルコフ数もマルコフの3つ組も無限個存在する。マルコフのディオファントス方程式が対称であることから、マルコフの3つ組は要素を並べ替えても再び方程式の解を与える。したがって、（上記の例のように） {\displaystyle a\leq b\leq c} を仮定して正規化することができる。最初の2つの3つ組を除いて、マルコフの3つ組 {\displaystyle (a,b,c)} は必ず3つの相異なる整数からなる。与えられたマルコフ数 c に対して、c が最大要素であるようなマルコフの3つ組が一意に定まるとする予想がある。
マルコフ数は二分木上に配置することが可能である（図参照）。あるレベルに置かれた整数の中で最大のものは、常にほぼ下から3番目にある。解の1つが2であるような3つ組に含まれるマルコフ数は、すべて奇数番目のペル数である（あるいは、{\displaystyle 2n^{2}-1} が平方数となるような n と言い換えてもよい）。また、解の1つが1であるような3つ組に含まれるマルコフ数は、奇数番目のフィボナッチ数である。したがって、以下のようなマルコフの3つ組は無限個存在する。
{\displaystyle (1,F_{2n-1},F_{2n+1})}
ただし Fx はx 番目のフィボナッチ数とする。同様に、以下のようなマルコフの3つ組も無限個存在する。
{\displaystyle (2,P_{2n-1},P_{2n+1})}
ここで Px は x 番目のペル数とする。
奇数のマルコフ数は{\displaystyle 4n+1}という形であり、偶数のマルコフ数は {\displaystyle 32n+2} という形である。
あるマルコフの3つ組 (x, y, z) がわかっているとき、{\displaystyle (x,y,3xy-z)} という形の3つ組もまたマルコフの3つ組である。マルコフ数は素数であるとは限らないが、マルコフの3つ組の要素は常に互いに素である。{\displaystyle (x,y,3xy-z)} がマルコフの3つ組であるために、必ずしも {\displaystyle x<y<z} が常に成り立つ必要はない。実際、要素の順序を変えずに上記の変換を2回続ければ、元のマルコフの3つ組に戻る。そこで、(1, 1, 2) から初めて y と z を入れ替えてから変換を行うという操作を続けると、フィボナッチ数からなるマルコフの3つ組が並ぶ。またx と zを入れ替えてから変換を行うという操作を続ければ、ペル数からなるマルコフの3つ組を与える。
1979年に、Don B. Zagier は n 番目のマルコフ数が近似的に
{\displaystyle m_{n}={\tfrac {1}{3}}e^{C{\sqrt {n}}+o(1)}\quad {\text{with }}C=2.3523418721\ldots }
で与えられることを証明した。さらに彼は、（元のディオファントス方程式の非常に良い近似である）{\displaystyle x^{2}+y^{2}+z^{2}=3xyz+4/9}がf(t) = arcosh(3t/2)に対して {\displaystyle f(x)+f(y)=f(z)} と書けることを示した。
n 番目のラグランジュ数は、n 番目のマルコフ数から以下の公式によって求められる。
{\displaystyle L_{n}={\sqrt {9-{4 \over {m_{n}}^{2}}}}}